# Llindar d'originalitat
| Dos exemples d'imatges que, d’acord amb la legislació aplicable corresponent, els tribunals han interpretat que no complien amb el requisit d’originalitat: #Una mera fotografia de reproducció bidimensional #Un logotip de caràcters simples (ARD®)     |  | Dos exemples d'imatges que, d’acord amb la legislació aplicable corresponent, els tribunals han interpretat que no complien amb el requisit d’originalitat: #Una mera fotografia de reproducció bidimensional #Un logotip de caràcters simples (ARD®) |
| Dos exemples d'imatges que, d’acord amb la legislació aplicable corresponent, els tribunals han interpretat que no complien amb el requisit d’originalitat: 1. Una mera fotografia de reproducció bidimensional 2. Un logotip de caràcters simples (ARD®) |  | |

El llindar d'originalitat és un concepte jurisprudencial per avaluar si una obra pot estar protegida d’acord amb la legislació de drets d'autor, en atenció al compliment del seu requisit principal, l’originalitat. Es tracta d’un concepte jurídic indeterminat que ha estat interpretat des de diferents perspectives al llarg de la història i segons cada tradició jurídica o jurisdicció. Per exemple, segons diferents interpretacions, una obra pot superar el llindar d'originalitat si té «l'empremta de la personalitat de l'autor», si suposa un exercici d'un grau suficient de «competència, judici i esforç», o si és conseqüència d'una «inversió substancial», sigui financera, laboral o intel·lectual.
Encara que actualment el concepte jurídic d’obra i d'originalitat no s'interpreta com un equivalent al valor artístic o a l’estatus d’obra d’art, el concepte d’originalitat té molt protagonisme i genera una gran conflictivitat en aquells sectors creatius que tradicionalment s'han considerat limítrofs amb el món de l’art; per exemple, les anomenades arts aplicades, decoratives, el disseny industrial, l'artesania o la fotografia no artística.

## El concepte d'originalitat en diferents jurisdiccions

### Unió Europea
La legislació de la UE no contempla, com a tal, un concepte d’originalitat harmonitzat aplicable amb caràcter general a totes les obres. No obstant això, les diverses directives europees en matèria de drets d’autor han incorporat un concepte d’obra en determinats sectors (les bases de dades, el software i les fotografies). En aquestes directives s'indica també que per aquests tipus d’obra els estats membres no podran establir uns altres requisits o criteris per la seva protecció més enllà del criteri de l’originalitat “en el sentit de què es tracti de creacions intel·lectuals pròpies de l'autor”. A més, queden expressament excloses les valoracions estètiques o qualitatives a l’hora d’avaluar la condició d’obra. En cap d’aquestes directives s'esmenten quins són els criteris materials que s'han de seguir per tal de determinar l’originalitat d’una obra, ni tan sols a la norma de capçalera de propietat intel·lectual de la UE, la Directiva 2001/29/CE de drets d’autor en la societat de la informació.
A diferència de la normativa de la UE, però, el Tribunal de Justícia de la Unió Europea sí que s'ha pronunciat expressament sobre la noció d’obra i originalitat, i ha desenvolupat, a través de casos concrets, un concepte d’obra general i harmonitzat, aplicable a totes les disciplines. En aquests pronunciaments, el TJUE ha definit l'originalitat com el resultat d'una creació intel·lectual que reflecteix la personalitat de l'autor, quan aquest ha pogut expressar la seva capacitat creativa mitjançant la presa de decisions lliures. Seguint aquesta interpretació, l'originalitat s'ha de descartar quan el resultat és "dictat per consideracions tècniques, regles o exigències que no deixen marge a la llibertat creativa".

### Andorra
D’acord amb els articles 1.11) i 2.1) de la Llei sobre drets d’autor i drets veïns, de 10 de juny de 1999, l'originalitat és un dels requisits necessaris per l’adquisició de la condició d’obra protegida:
Article 1. Definicions
[···]
11) una “obra” és tota obra literària o artística, segons els articles 2.1) o 3.1);
[···]
Article 2. Obres

1) Les obres literàries i artístiques són produccions originals en el domini literari i artístic [···].
No obstant això, no consta que cap tribunal andorrà s'hagi pronunciat sobre la interpretació concreta d’aquest concepte d’acord amb la legislació andorrana.
Cal destacar, a més, que l’esmentada llei no preveu drets veïns específics que protegeixin les fotografies o gravacions audiovisuals no originals. Per tant, aquestes només tindran protecció quan siguin originals d’acord amb el que estableix l’article 2.

## Concepte d'obra original
En aquest context, l’originalitat és la qualitat d’original utilitzat com a adjectiu en el sentit de «no copiat o imitat». No es valora la qualitat artística o creativa, ni la novetat, sinó si és una obra original de nova creació.
Un dels requisits establerts per les legislacions perquè una obra sigui objecte de propietat intel·lectual i, per tant, generadora de drets, és que sigui original o derivada. La novetat de l'obra, en tant que no existeixi prèviament, seria una valoració objectiva. Però l'originalitat, com a expressió pròpia de l'autor, és una valoració subjectiva. Un autor s'inspira o rep la influència del patrimoni intel·lectual preexistent i pot fer una obra original sense aportar novetat.
El llindar d'originalitat s'estableix basant-se en la jurisprudència. En aquest sentit, hi ha diferències entre el dret civil romà i el dret comú anglosaxó. Tradicionalment, el sistema anglosaxó de copyright requereix un llindar d'originalitat menys restrictiu que el sistema europeu continental de drets d'autor. Això suposa un fre als esforços europeus d'harmonització i a les adaptacions a les innovacions artístiques i tecnològiques.

## Dret europeu continental
Segons la jurisprudència francesa, l'originalitat d'una obra es caracteritza per «l'empremta de la personalitat de l'autor», expressió d'Henri Desbois del 1973. Això reflecteix l'objectiu principal dels drets d'autor que és defensar l'autor. Aquest enfocament individualista s'aplica millor a les obres d'arts pures que d'arts aplicades. És menys evident l'empremta deixada en una línia de codi de programació que en un vers poètic.
La legislació espanyola sobre la propietat intel·lectual, a més de les obres originals i obres derivades protegides per drets d'autor, preveu altres drets afins de propietat intel·lectual pels intèrprets o els productors. En aquest cas es té en compte l'aportació artística de l'intèrpret o l'aportació tècnica del productor d'arts visuals, sonores o audiovisuals. Es contempla la protecció d'una mera fotografia que, a diferència d'una obra fotogràfica original, és una reproducció o una còpia d'un original que ja és de dues dimensions.

## Dret anglosaxó
La definició del llindar d'originalitat (threshold of originality) en la jurisprudència anglosaxona és un reflex del sistema de copyrigth que té més un objectiu economicista, orientat als productors i explotadors, deixant en segon lloc els drets morals.
Segons la jurisprudència britànica, una obra és original si emana de l'autor i suposa un exercici d'un «grau suficient de competència, judici i esforç». Aquestes condicions van ser establertes pels Lords Reid i Hodson en el cas Ladbroke Football Ltd v William Hill Football Ltd 1964 1 WLR 273. Aquesta definició tendeix més a la referència bíblica de «la suor del front» (sweat of the brow) que a l'aportació creativa. Segons la doctrina de la suor del front, una obra està protegida, encara que no sigui original, mentre no sigui recreada amb un esforç independent. Aquest enfocament va quedar recollit en el cas Walter v. Lane, de 1900, que estableix que la transcripció d'un discurs feta a mà per un periodista pertany al seu diari per l'esforç que va fer en reproduir les paraules pronunciades. La Unió Europea també ha reconegut un dret sui generis en la directiva europea sobre bases de dades 96/9/EC on es té en compte la conseqüència de la inversió substancial (financera, laboral, etc.)
En la legislació alemanya, el concepte Schöpfungshöhe («nivell de creació») distingeix, a efectes d'obres protegides per drets d'autor, els dissenys i la resta. El llindar és generalment baix arribant fins i tot a creacions simples amb canvis menors (Kleine Münze). Però els requisits són més estrictes en els casos de disseny (obres que tenen un propòsit, com els logotips), ja que aquests casos poden estar protegits per lleis especials per a patents de disseny (Geschmacksmustergesetz) o drets de marca registrada. Només les creacions de disseny que són molt per damunt de la mitjana són considerades com a obres d'arts aplicades amb la seva protecció de drets d'autor.
En la jurisprudència nord-americana el simple esforç, si no és original, no supera el llindar mínim d'originalitat per a reconèixer l'autoria. El cas de Bridgeman Art Library Ltd. contra Corel Corporation va establir que les reproduccions fidels d'obres bidimensionals no es podien considerar amb prou originalitat per ser protegides per copyright segons la llei dels EUA.